# Oro incenso & birra
Oro incenso & birra ist das vierte Studioalbum des italienischen Sängers Zucchero Fornaciari und wurde am 13. Juni 1989 unter Polydor veröffentlicht.
Während der Zusammenstellung und Aufnahme des Albums arbeitete Zucchero mit internationalen Größen wie Eric Clapton, Francesco De Gregori, Ennio Morricone, Clarence Clemons, Rufus Thomas, Jimmy Smith und James Taylor zusammen.

## Titelliste
Alle Titel wurden von Zucchero geschrieben; Ausnahmen gekennzeichnet.
1. Overdose (d’Amore) – 5:21
2. Nice (Nietzsche) che dice – 3:19
3. Il mare impetuoso al tramonto salì sulla luna e dietro una tendina di stelle… – 3:56
4. Madre dolcissima – 7:17
5. Diavolo in me – 4:03
6. Iruben Me – 5:49
7. A Wonderful World – 4:33
8. Diamante – 5:44 (Zucchero, Francesco De Gregori)
9. Libera l’amore – 2:13 (Zucchero, Ennio Morricone)

## Band
- Zucchero – Gesang, Hammond-Orgel
- Corrado Rustici – Gitarre, Sitar, Keyboards, Effekte
- David Sancious – Keyboards
- Giorgio Francis – Schlagzeug
- Polo Jones – Bass

zusätzliche Gäste
- Eric Clapton – Gitarre (auf [7])

## Kommerzieller Erfolg

### Chartplatzierungen
| ChartsChartplatzierungen | Höchstplatzierung | Wochen |
| ------------------------ | ----------------- | ------ |
| Italien (FIMI)           | 1 (… Wo.)         | …      |
| Schweiz (IFPI)           | 1 (22 Wo.)        | 22     |

| ChartsJahrescharts (1989) | Platzierung |
| ------------------------- | ----------- |
| Schweiz (IFPI)            | 8           |

### Auszeichnungen für Musikverkäufe
Mit mehr als 1,8 Millionen verkauften Einheiten in Italien und mehr als acht Millionen verkauften Tonträgern weltweit ist es Zuccheros erfolgreichstes Studioalbum und eines der meistverkauften Alben in Italien.
| Land/Region    | Auszeichnungen für Musikverkäufe (Land/Region, Auszeichnung, Verkäufe) | Verkäufe    |
| -------------- | ---------------------------------------------------------------------- | ----------- |
| Europa (IFPI)  | —                                                                      | 2.500.000   |
| Italien (FIMI) | 8× Platin (1996) · + Platin (2025)                                     | (1.865.000) |
| Schweiz (IFPI) | Platin                                                                 | (50.000)    |
| Insgesamt      | 10× Platin ·                                                           | 2.500.000   |